# Castello di Rellingsches
Il castello di Rellingsches (in tedesco Rellingsches Schlösschen) è un edificio storico che si trova a Ermatingen, comune svizzero nel distretto di Kreuzlingen (Canton Turgovia).
Costruito approssimativamente nel XII o XIII secolo, l'edificio originale fu bruciato durante la guerra sveva, ma nel 1501 fu ricostruito e funse dal 1579 come seconda casa del proprietario terriero Jechonias Rellingen von Feder. La parte orientale funge da torre quadrata su basamento in muratura e nel 1686 fu ampliata come tromba delle scale. Successivamente la parte ovest fu adibita a cantina. Ancor oggi vi sono i montanti in quercia nella ex cantina, che sono stati risparmiati dall'incendio del 1499.  Grazie agli adeguamenti dei proprietari per le leoro esigenze, questo edificio poté essere mantenuto e curato. È probabilmente il più antico edificio di Ermatingen ancora in buone condizioni.